# Gilliesia
Gilliesia Lindl. è un genere di angiosperme monocotiledoni della famiglia delle Amarillidacee.

## Distribuzione e habitat
Il genere è diffuso in Argentina e Cile.

## Tassonomia
Comprende le seguenti specie:
- Gilliesia atropurpurea (Phil.) M.F.Fay & Christenh.
- Gilliesia attenuata (Ravenna) M.F.Fay & Christenh.
- Gilliesia brevicoalita (Ravenna) M.F.Fay & Christenh.
- Gilliesia curacavina (Ravenna) M.F.Fay & Christenh.
- Gilliesia curicana Ravenna
- Gilliesia cuspidata (Harv. ex Baker) M.F.Fay & Christenh.
- Gilliesia dimera Ravenna
- Gilliesia graminea Lindl.
- Gilliesia isopetala Ravenna
- Gilliesia miersioides (Phil.) M.F.Fay & Christenh.
- Gilliesia monophylla Reiche
- Gilliesia montana Poepp. & Endl.
- Gilliesia nahuelbutae Ravenna